# Ronde van Frankrijk 2021/Eerste etappe
De eerste etappe van de Ronde van Frankrijk 2021 werd verreden op 26 juni met start in Brest en finish in Landerneau.

## Verloop
Kort na de start ontstond er een kopgroep bestaande uit Franck Bonnamour, Cristian Rodríguez, Danny van Poppel, Anthony Perez en Ide Schelling, waarbij zich enige tijd later Connor Swift aansloot. De voorsprong van het zestal werd echter nauwgezet gecontroleerd, en bedroeg nooit meer dan enkele minuten. Op de Côte de Stang reed Schelling weg van de rest van de kopgroep, en bouwde al snel een voorsprong op die opliep tot 2'30", waarna de andere vijf werden opgeslokt door het peloton.
Een toeschouwer die een kartonnen bord vasthield en daarmee Tony Martin raakte, veroorzaakte een massale valpartij waarbij onder meer Primož Roglič betrokken was. Nadat de slachtoffers van de valpartij de gelegenheid kregen om terug te keren in het peloton, werd Schelling gegrepen. Ruim 8 km voor de finish volgde een tweede valpartij, ditmaal veroorzaakt in het peloton zelf. Chris Froome behoorde tot de hardst getroffenen. Hij reed de etappe wel uit, maar met grote achterstand en zichtbare verwondingen. Ook klassementsrenners zoals Steven Kruijswijk, Miguel Ángel López en Richie Porte verloren tijd door deze valpartij.
Op de Côte de la Fosse aux Loups, de slotklim, ging Julian Alaphilippe in de aanval. Primož Roglič en Tadej Pogačar probeerden hem bij te halen, maar tevergeefs. Alaphilippe reed naar de overwinning met 8 seconden voorsprong op de eerste groep van 20 man en meer op de rest van het verbrokkelde peloton. Hij boekte daarmee de honderdste etappezege voor zijn ploeg Deceuninck–Quick-Step in een grote ronde. Schelling werd door zijn ontsnapping leider in het bergklassement.

## Uitslag
| Brest – Landerneau (187,0 km) |                    |                       |          |
| Plaats                        | Naam               | Ploeg                 | Tijd     |
| 1                             | Julian Alaphilippe | Deceuninck–Quick-Step | 4u39'05" |
| 2                             | Michael Matthews   | Team BikeExchange     | + 8"     |
| 3                             | Primož Roglič      | Team Jumbo-Visma      | z.t.     |
| 4                             | Jack Haig          | Bahrain-Victorious    | z.t.     |
| 5                             | Wilco Kelderman    | BORA-hansgrohe        | z.t.     |
| 6                             | Tadej Pogačar      | UAE Team Emirates     | z.t.     |
| 7                             | David Gaudu        | Groupama-FDJ          | z.t.     |
| 8                             | Sergio Higuita     | EF Education-Nippo    | z.t.     |
| 9                             | Bauke Mollema      | Trek-Segafredo        | z.t.     |
| 10                            | Geraint Thomas     | INEOS Grenadiers      | z.t.     |
|                               |                    |                       |          |
| 24                            | Wout van Aert      | Team Jumbo-Visma      | + 13"    |

| Algemeen klassement |                    |                       |          |
| Plaats              | Naam               | Ploeg                 | Tijd     |
| Gele trui           | Julian Alaphilippe | Deceuninck–Quick-Step | 4u38'55" |
| 2                   | Michael Matthews   | Team BikeExchange     | + 12"    |
| 3                   | Primož Roglič      | Team Jumbo-Visma      | + 14 "   |
| 4                   | Jack Haig          | Bahrain-Victorious    | + 18 "   |
| 5                   | Wilco Kelderman    | BORA-hansgrohe        | z.t.     |
| 6                   | Tadej Pogačar      | UAE Team Emirates     | z.t.     |
| 7                   | David Gaudu        | Groupama-FDJ          | z.t.     |
| 8                   | Sergio Higuita     | EF Education-Nippo    | z.t.     |
| 9                   | Bauke Mollema      | Trek-Segafredo        | z.t.     |
| 10                  | Geraint Thomas     | INEOS Grenadiers      | z.t.     |
|                     |                    |                       |          |
| 24                  | Wout van Aert      | Team Jumbo-Visma      | + 23"    |

## Nevenklassementen
| Puntenklassement |                    |                       |        |
| Plaats           | Naam               | Ploeg                 | Punten |
| Groene trui      | Julian Alaphilippe | Deceuninck–Quick-Step | 50     |
| 2                | Michael Matthews   | Team BikeExchange     | 43     |
| 3                | Ide Schelling      | Bora-Hansgrohe        | 20     |

| Bergklassement |                    |                       |        |
| Plaats         | Naam               | Ploeg                 | Punten |
| Bolletjestrui  | Ide Schelling      | Bora-Hansgrohe        | 3      |
| 2              | Julian Alaphilippe | Deceuninck–Quick-Step | 2      |
| 3              |                    |                       |        |

| Jongerenklassement |                |                    |          |
| Plaats             | Naam           | Ploeg              | Tijd     |
| Witte trui         | Tadej Pogačar  | UAE Team Emirates  | 4u39'13" |
| 2                  | David Gaudu    | Groupama-FDJ       | z.t.     |
| 3                  | Sergio Higuita | EF Education-Nippo | z.t.     |

| Ploegenklassement |                    |           |
| Plaats            | Ploeg              | Tijd      |
|                   | Jumbo-Visma        | 13u57'44" |
| 2                 | Astana Pro Team    | z.t.      |
| 3                 | Team BikeExchange  | + 25"     |
| 4                 | Trek-Segafredo     | + 38"     |
| 5                 | Bahrain-Victorious | + 41"     |

## Opgaves
- Ignatas Konovalovas  (Groupama-FDJ): Opgave na een val
- Cyril Lemoine (B&B Hotels p/b KTM): Opgave na een val
- Jasha Sütterlin (Team DSM): Opgave na een val

1e etappe ·
2e etappe ·
3e etappe ·
4e etappe ·
5e etappe ·
6e etappe ·
7e etappe ·
8e etappe ·
9e etappe ·
10e etappe ·
11e etappe ·
12e etappe ·
13e etappe ·
14e etappe ·
15e etappe ·
16e etappe ·
17e etappe ·
18e etappe ·
19e etappe ·
20e etappe ·
21e etappe
Startlijst · Eindstanden · Afbeeldingen